# 蔡國威
蔡國威（英語：Frankie Choi Kwok Wai，1973年8月28日—），暱稱威仔，香港男演員，前亞洲電視合約男藝員，長期主持六合彩攪珠環節而有「六合彩之子」之稱，現為無綫電視經理人合約藝員。

## 背景

### 早年生活
蔡國威，有一名較他年長兩歲的兄長，早年在九龍石硤尾白田邨成長，小三時遷居黃大仙區，而後再移居觀塘。他出生初期父母已仳離，10歲之前因為父親為口奔馳，於是安排他居住在一位無血緣關係的婆婆的家，10歲往後被父親接回同住於黃大仙公共屋邨。蔡國威自小受該名照顧他的婆婆所播放的音樂薰陶，喜歡唱歌。他於1979年至1982年在白田天主教小學上午校就讀小一至小三年級，1982年至1985年於天主教伍華小學上午校完成學業，1985年至1990年間就讀龍翔官立中學，在校時修讀商科，會參加校內和社區中心舉辦的歌唱比賽，亦是紅十字青年團成員。
他讀書成績一般，升讀中一時一度獲得補習機會，令班名次提升至第3名。但到了中二至中五時在無督促溫習的情況之下，成績持續下滑。應考香港中學會考前又與家人鬧翻而離家出走，結果公開試成績表現不理想。他1990年中五畢業原於另一所中學重讀中五年級，然而基於家庭經濟未能負擔，他於何文田樂道中學重讀中五一個月後，便於1990年到匯豐銀行藍田啟田分行任職櫃台服務員兩年半，期間於1992年參加公司周年宴會上的歌唱環節兼獲得亞軍。

### 事業發展
1993年，蔡國威參加了亞視歌唱比賽節目「未來偶像爭霸戰」且以12強止步，競爭對手有田蕊妮。落選後電視台嫌他的樣子太過青澀年輕而未有把他羅致旗下。他當時錯過了新秀歌唱大賽的報名期限，繼而改為參加1994年無綫電視歡樂今宵「Pioneer第3屆亞洲鐳射卡拉OK大賽」，跟敖嘉年、高少華成為同屆參賽者。其後蔡國威投身另一個行業，未幾田蕊妮知道他喜歡演藝事業，遂建議他於1994年至1995年入讀為期3個月的第10期亞洲電視藝員訓練班（20多名同學中有一名是後為《今日睇真D》主持的廖文蔚），畢業後簽約亞視，合約期於9月1日生效。
蔡國威曾贏得由新城電台主辦的暑期DJ比賽分組冠軍，加入亞洲電視早期主要夥拍袁潔儀及秦啟維主持兒童節目《機靈加油站》，1996年主持了《完全電腦手冊》數個月才被調入戲劇組，開始參演劇集，包括《我來自潮州》、《我和殭屍有個約會》、《南海十三郎》等，一般都飾演配角。蔡國威首部電視劇作品為《殭屍道長II》，後期則主力為節目配音及擔任主持，以主持《六合彩》為人熟知（由2005年起至2015年主持亞洲電視製作版本，2017年起主持無綫電視版本），有「六合彩之子」之稱。
2015年8月31日，蔡國威最後一次跟亞洲電視續約。後來於2016年2月6日，在亞視欠薪事件之中，亞視未有在法定限期前發放前兩個月薪金，蔡國威聯同另外四名亞視藝員引用《僱傭條例》第10A條，終止與亞視的藝人僱傭合約關係。同年4月30日，蔡國威在社交網站宣布，5月1日起簽約成為無綫電視合約男藝員，另一位同時期簽約無綫的藝人是袁潔儀。從2017年10月19日（第122期）起，蔡國威於無綫電視再次擔任六合彩攪珠主持人，成為香港電視史上首位曾在亞視與無綫主持六合彩的藝人。2024年10月，蔡國威主持六合彩節目的生涯踏入第18個年頭，打破了「六合彩之父」夏春秋主持17年的紀錄。
他亦參演電視劇集如《包青天再起風雲》，近年成為監製王偉仁和陳耀全常用演員。2021年6月15日改簽經理人合約。2022年與黃建東一同勝出《全能司儀選拔大賽2022》，並在同年11月19日擔任無綫電視台慶司儀。此前，蔡國威於2015年與劉錫賢、袁文傑以及陳靖允等藝人合資自組公司經營美容產品生意，2018年曾創立曲奇品牌「Ensoul」。

## 演出作品
*以下列表只記錄蔡國威的演出作品，若有遺漏，請協助補充相關資料。

### 電視劇（亞洲電視）
| 首播   | 劇名               | 角色       | 備註                             |
| 1996年 | 殭屍道長II         | 蒙         | 單元「轉世靈童」                 |
| 1996年 | 坊間傳奇           |            | 單元「玉弓緣」、「玉堂春」       |
| 1997年 | 劍嘯江湖           | 司空空     |                                  |
| 1997年 | 萬事勝意           | 助理編導   |                                  |
| 1997年 | 等著你回來         |            |                                  |
| 1997年 | 國際刑警1997       |            | 單元「轟天屠龍」、「玉山狙擊」） |
| 1997年 | 天長地久           | 振文       |                                  |
| 1997年 | 屋企有個肥大佬     |            |                                  |
| 1997年 | 我來自潮州         | 蕃薯茂     |                                  |
| 1998年 | 流氓律師           |            |                                  |
| 1998年 | 呆佬賀壽           | 發         |                                  |
| 1998年 | 非常女警           |            |                                  |
| 1998年 | 我和殭屍有個約會   |            |                                  |
| 1998年 | 穆桂英大破天門陣   |            |                                  |
| 1998年 | 曲終情未了         |            |                                  |
| 1998年 | 我來自廣州         | 阿生       |                                  |
| 1998年 | 肥貓正傳II         | 亞九       |                                  |
| 1999年 | 英雄之廣東十虎     |            |                                  |
| 1999年 | 南海十三郎         |            |                                  |
| 2000年 | 與狼共枕           |            |                                  |
| 2000年 | 快活谷             | 吳標       |                                  |
| 2000年 | 電視風雲           | 阿才       |                                  |
| 2001年 | 騷東坡             |            |                                  |
| 2001年 | 非常好警           |            |                                  |
| 2002年 | 搶摃夫妻           | Ricky      |                                  |
| 2002年 | 吉祥任務           | 雜誌社職員 |                                  |
| 2003年 | 萬家燈火           |            |                                  |
| 2003年 | 女俠丁叮噹         | 還珠       |                                  |
| 2004年 | 媽媽我真的愛你     |            |                                  |
| 2004年 | 子是故人來         | Don        |                                  |
| 2004年 | 爸爸兩邊走         | 李小光     |                                  |
| 2005年 | 情陷夜中環         | 亞生       |                                  |
| 2005年 | 危險人物           | 阿祖       | 單元「人頭公仔頭」               |
| 2005年 | 美麗傳說2星願      | 食腦       |                                  |
| 2006年 | 香港奇案實錄       | 奀仔       |                                  |
| 2007年 | 十六不搭喜趣來     | 徐劍江     |                                  |
| 2012年 | 親密損友           | 何少權     |                                  |
| 2015年 | 銘記歷史：大地遺孤 |            | 2001年拍摄                       |

### 電視劇（無綫電視）
| 首播       | 劇集                     | 角色                                      | 性質/集數            |
| 2016年     | 幕後玩家                 | 濤（印度餐廳老闆）                        | 客串                 |
| 2017年至今 | 愛·回家之開心速遞        | 余文基                                    | 第55集，第365集      |
| 2017年至今 | 愛·回家之開心速遞        | 警司                                      | 第692集              |
| 2017年至今 | 愛·回家之開心速遞        | 新醫生                                    | 第839集              |
| 2017年至今 | 愛·回家之開心速遞        | 龔燁之朋友                                | 第1306，1810，1811集 |
| 2017年至今 | 愛·回家之開心速遞        | 頒獎典禮主持                              | 第1860集             |
| 2017年至今 | 愛·回家之開心速遞        | (金曲齊歡暢)及(歡樂滿國華)主持            | 第1883集             |
| 2017年至今 | 愛·回家之開心速遞        | (不可能特務)主持                          | 第1888集             |
| 2017年至今 | 愛·回家之開心速遞        | (吳旺達頒獎典禮)主持                      | 第1913集             |
| 2017年至今 | 愛·回家之開心速遞        | (慈善啤牌大賽)主持                        | 第1914集             |
| 2017年至今 | 愛·回家之開心速遞        | (葡萄悟島藝術大賞頒獎典禮)司儀            | 第2064集             |
| 2017年至今 | 愛·回家之開心速遞        | (歡樂滿國華)司儀                          | 第2123集             |
| 2017年至今 | 愛·回家之開心速遞        | (洗腳唔抹腳奢侈會2023-2024年度就職禮)主持 | 第2133集             |
| 2017年至今 | 愛·回家之開心速遞        | (頭痕都市)主持                            | 第2197集             |
| 2017年至今 | 愛·回家之開心速遞        | 我係筲箕命                                | 第2242集             |
| 2017年     | 迷                       | 炳                                        | 第7集                |
| 2017年     | 全職沒女                 | 華廷婚紗代表                              | 第13集               |
| 2017年     | 踩過界                   | 檢控官                                    | 第22-23集            |
| 2017年     | 誇世代                   | 張萊                                      | 第25、38集           |
| 2018年     | 逆緣                     | 昌                                        | 第1、8集             |
| 2018年     | 果欄中的江湖大嫂         | 承辦商                                    | 第27集               |
| 2018年     | 天命                     | 劉鐶之                                    | 男配角               |
| 2018年     | BB來了                   | 醫生                                      | 第1集                |
| 2018年     | 特技人                   | 祥哥                                      | 第2、6、22集         |
| 2018年     | 是咁的，法官閣下         | 電台主持B1                                | 第21集               |
| 2018年     | 大帥哥                   | 石剛                                      |                      |
| 2019年     | 白色強人                 | 官員                                      | 第12、15集           |
| 2019年     | 包青天再起風雲           | 姜耿                                      | 男配角               |
| 2019年     | 牛下女高音               | 主持                                      | 第3集                |
| 2020年     | 黃金有罪                 | 詹猜                                      |                      |
| 2020年     | 機場特警                 | 柯堅                                      |                      |
| 2020年     | 十八年後的終極告白       | 周兆裘（裘哥）                            | 男配角               |
| 2020年     | 迷網                     | 詹志豪                                    |                      |
| 2020年     | 過街英雄                 | 看護                                      | 第15集               |
| 2020年     | 踩過界II                 | 律師                                      | 第10集               |
| 2021年     | 失憶24小時               | 警察                                      |                      |
| 2021年     | 伙記辦大事               | 杜天恩                                    |                      |
| 2021年     | 逆天奇案                 | 楊志勤                                    |                      |
| 2021年     | 一笑渡凡間               | 杜日安                                    | 男配角               |
| 2021年     | 七公主                   | 曾子駱                                    |                      |
| 2021年     | 把關者們                 | 沈卓威                                    |                      |
| 2021年     | 星空下的仁醫             | 劉國權                                    |                      |
| 2021年     | 拳王                     | 李丞君                                    |                      |
| 2022年     | 鐵拳英雄                 | 酒吧老闆                                  |                      |
| 2022年     | 食腦喪Ｂ                 | 養狗男人                                  |                      |
| 2022年     | 十八年後的終極告白2.0    | 何柏年                                    | 男配角               |
| 2022年     | 回歸光影頌: 母親的乒乓球 | 司儀                                      |                      |
| 2022年     | 童時愛上你               | Roy                                       | 第10集               |
| 2022年     | 白色強人II               | 李彪（青年）                              | 第10集               |
| 2022年     | 痞子殿下                 | 伍作                                      |                      |
| 2022年     | 美麗戰場                 | 經紀陳生                                  |                      |
| 2022年     | 輕·功                    | 良                                        |                      |
| 2023年     | 法言人                   | 嚴生                                      | 第2集                |
| 2023年     | 隱門                     | 律師                                      | 第24集               |
| 2023年     | 靈戲逼人                 | 唐本山                                    | 第13、20集           |
| 2023年     | 寵愛Pet Pet              | 蔡儲安                                    |                      |
| 2023年     | 香港人在北京             |                                           | 第1集                |
| 2023年     | 羅密歐與祝英台           | Roy                                       | 第14集開始           |
| 2023年     | 新聞女王                 | 黎子明                                    |                      |
| 2024年     | 本尊就位                 |                                           |                      |
| 2024年     | 飛常日誌                 | 鍾健豪                                    |                      |
| 2024年     | 再見·枕邊人              |                                           |                      |
| 2024年     | 逆天奇案2                | 楊志勤                                    |                      |
| 2024年     | 神耆小子                 | 謝永華                                    |                      |
| 2024年     | 企業強人                 |                                           |                      |
| 2024年     | 廉政行動2024             | 高士元                                    |                      |
| 2025年     | 奔跑吧！勇敢的女人們     |                                           | 客串第15集           |
| 2025年     | 痞子無間道               | 徐月                                      |                      |
| 2025年     | 刑偵12                   | 菲前男友                                  | 第2、17集            |
| 未播映     | 非常檢控觀               |                                           |                      |
| 未播映     | 武林                     |                                           |                      |
| 未播映     | 香港探袐地圖             |                                           |                      |
| 未播映     | 金式森林                 |                                           |                      |
| 未播映     | 夫妻的博弈               | 李建強                                    |                      |

### 電視劇（邵氏兄弟）
| 首播   | 劇名           | 角色            |
| 2022年 | 飛虎之壯志英雄 | 保安（第7集）   |
| 2023年 | 廉政狙擊       | 林正希（第1集） |
| 2025年 | 執法者們       | 辯方律師        |

### 電影
- 2002年 35米厘兇心人
- 2005年 擁抱每一刻花火

### 節目主持／旁白

#### 亞洲電視
- 1995年至1996年 機靈加油站
- 1996年 完全電腦手冊
- 十大電視廣告頒獎典禮
- 潮流新激點
- 急救香港
- 真相大追蹤
- 永安旅遊真正旅遊嘅世界之泰國
- 永安旅遊真正旅遊嘅世界之九寨溝、成都
- 永安旅遊之香港開心遊
- 三星電腦遊戲
- 泰國Spa之旅
- 永安旅遊熱賣推介
- 亞洲電視賽馬日
- 香港真人Show
- 2008年 新春金鼠全攻略之鼠年倒數大團圓
- 2008年 a料
- 2009年 香港亂噏
- 2010年 闔虎統請
- 2010年 肥媽老友記
- 2011年 亞洲星光大道4
- 2011年 香港有飯開
- 2011年 ATV台慶勁唱會
- 2011年-2012年 微播天下
- 2012年 ATV2012感動香港人物推選
- 2012年 ATV 2012亞洲先生競選
- 2012年 風雲大事一百年
- 2005年-2015年 六合彩
- 2013年 我要上ATV春晚
- 2014年 亞洲會聖誕新年金曲夜
- 2013年 亞洲先生競選
- 2013年-2015年 星動亞洲
- 2015年 ATV 2015 人氣春晚 明天會更好
- 2015年 大埔區龍舟競賽2015
- 2015年 萬眾同心撐亞視
- 2015年 亞視光輝歲月
- 2015年 開門見珊（最終沒有製作）
- 2015年 ATV 這一家

#### 無綫電視
- 2016年 萬眾同心公益金（項目主持）
- 2017年至今 六合彩[29][30]
- 2018年 萬眾同心公益金（項目主持）
- 2022年 萬千星輝賀台慶（司儀）
- 2022年 萬千星輝頒獎典禮（提名名單記者會司儀）
- 2023年 慈善星輝仁濟夜
- 2023年 新春開運王
- 2023年 澳門旅遊局呈獻:兔躍盛世歡樂春節花車匯演
- 2023年 你想無煙香港（與朱凱婷主持）

### 節目嘉賓

#### 亞洲電視
- 2015年 搖擺天使梁安琪（第13集）

#### 無綫電視
- 2016年 東張西望（「惜別亞視」環節嘉賓）
- 2016年 男人食堂（第5集[31]）
- 2016年 萬千星輝睇多D（項目亮燈儀式[32]）
- 2016年 今日VIP（7月15日）
- 2016年 萬千星輝放暑假
- 2017年 寵物大聯萌（第10集）
- 2020年 流行經典50年
- 2021年 東張西望（母校訪問）
- 2022年 全能司儀選拔大賽2022（參賽者）
- 2022年 開心無敵獎門人（第18集）
- 2022年 思家大戰（第27集）
- 2023年 娛樂新聞台（綜藝參賽者Re U賀年）
- 2023年 娛樂新聞台（訪問）
- 2024年 萬千星輝賀台慶（開場表演）

#### 其他電視節目
- 2008年 演藝界512關愛行動
- 2016年 歿日之後（有線電視）

### 配音節目（亞洲電視）
- 1999年 絕境求生手冊
- 2000年 天才Bang!Bang!Bang
- 2000年 破世界紀錄
- 2002年 探索天地
- 2004年 至In至潮中日韓
- 2004年 安安美食約會
- 2004年 開心假期泰好玩
- 2005年 一舉成名
- 2005年 煮食無界限
- 2005年至2006年 周末紅星好食力
- 2005年 香港真人SHOW
- 2005年 大地任我行
- 2005年 煮食無界限II
- 2005年 三個A級的女人

## 獲獎與提名
| 年份   | 獎項                                   | 結果 |
| 2022年 | 全能司儀選拔大賽2022                   | 獲獎 |
| 2022年 | 萬千星輝頒獎典禮2022「飛躍進步男藝員」 | 提名 |
| 2022年 | 香港控煙四十周年:戒煙大嬴家            | 獲獎 |

## 外部連結
- 蔡國威的新浪微博
- 蔡國威的Instagram帳戶
- 蔡國威 Choi Kwok Wai - TVB藝人資料 （页面存档备份，存于）